# Bobby Aitken
Bobby Aitken ist ein Sound-Designer.

## Leben
Aitken ist seit mehr als dreißig Jahren weltweit für Theater und Live-Performances tätig. Zu seinen Arbeiten zählen Erfolgsproduktionen wie Ghost, Dirty Dancing, Mamma Mia!, We will Rock You, Grease, My Fair Lady, Showboat, Lennon, Return To The Forbidden Planet, Five Guys Named Moe, Which Witch, Metropolis, Pete Townshends The Iron Man, High Society, Time, Sweeney Todd, Noël Cowards Operette Bitter Sweet, Children Of Eden und The Fix und Bartholomew Fair.
Er war am Belgrade Theatre Coventry, Derby Playhouse, Sheffield Crucible, Manchester Royal Exchange, Palace Theatre, Watford und am Leicester Haymarket engagiert. Für Eröffnungs- und Abschlussfeier der Olympischen Sommerspiele und für die Paralympics in London 2012 übernahm er das Sounddesign. In den letzten Jahren hat sich Bobby Aitken neuen Techniken zur Klangverstärkung großer Opernproduktionen gewidmet.
2015 war er bei den Salzburger Festspielen für das Sounddesign der Experimentalfassung von  Mackie Messer-eine Salzburger Dreigroschenoper von Brecht/Weill in der musikalischen Neueinrichtung von  Martin Lowe, Regie: Julian Crouch/Sven-Eric Bechtolf, verantwortlich.

## Auszeichnungen
- 2004: Helpmann Award für Bestes Sounddesign: "We Will Rock You"
- 2012: Nominierung für den Olivier Award: "Ghost"